# Liste des intercommunalités de l'Allier

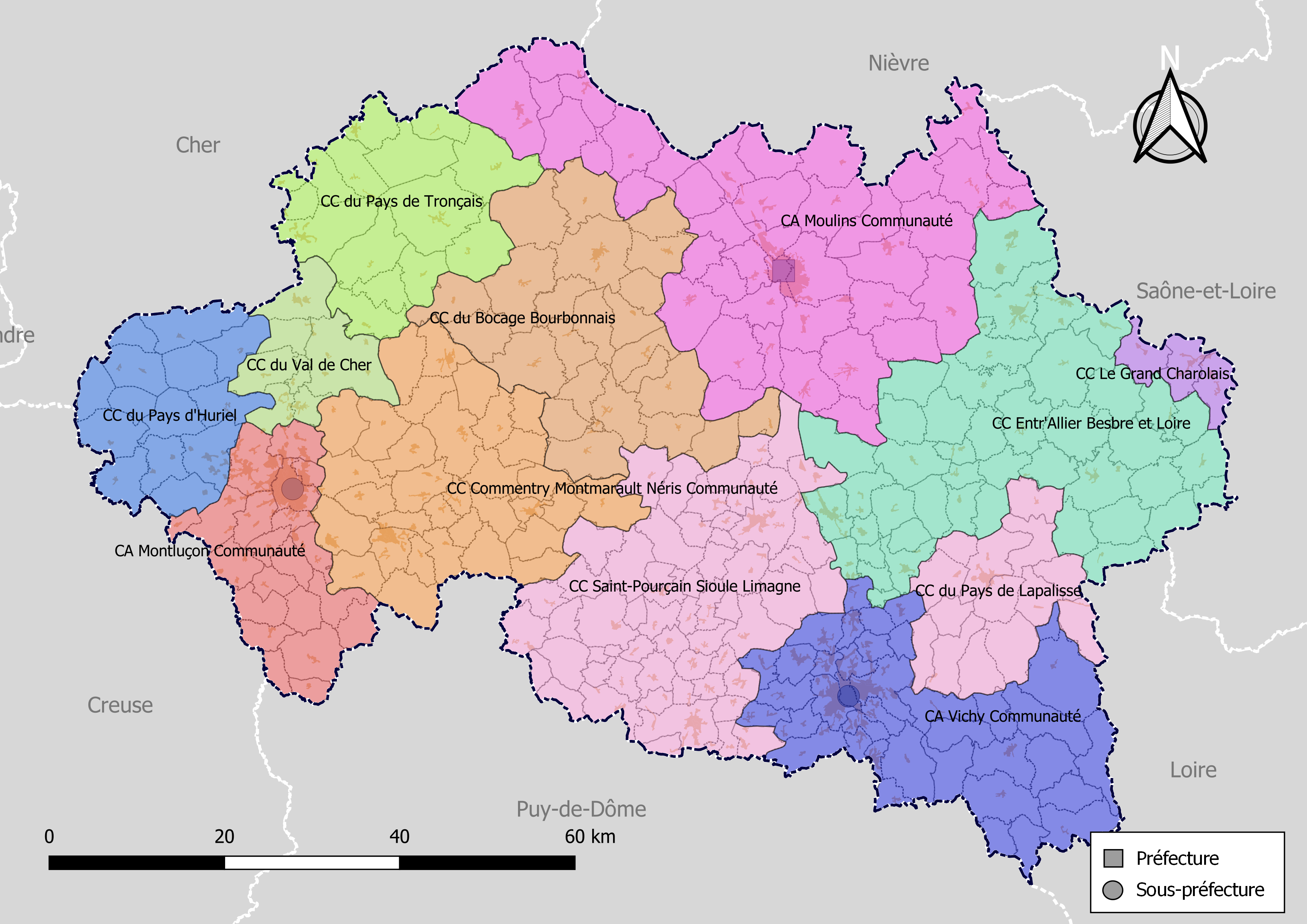
Carte des EPCI de l'Allier au 1er janvier 2019.

Le département de l'Allier compte, depuis le 1er janvier 2017, onze établissements public de coopération intercommunale à fiscalité propre : trois communautés d'agglomération et huit communautés de communes.
Jusqu'en 2016, elles étaient vingt-et-une (trois communautés d'agglomération et dix-huit communautés de communes).
Les 320 communes (318 en 2016 et 317 depuis 2017) du département font partie d'une communauté d'agglomération ou de communes de l'Allier ou d'un département voisin.

## Liste des intercommunalités en 2019
| Forme juridique                                           | Nom                                       | no SIREN  | Date de création  | Nombre de communes      | Population (der. pop. légale) | Superficie (km2) | Densité (hab./km2) | Siège                     | Président             |
| --------------------------------------------------------- | ----------------------------------------- | --------- | ----------------- | ----------------------- | ----------------------------- | ---------------- | ------------------ | ------------------------- | --------------------- |
| Communauté d'agglomération                                | CA Vichy Communauté                       | 200071363 | 1er janvier 2017  | 39                      | 84 216 (2021)                 | 741,30           | 114                | Vichy                     | Frédéric Aguilera     |
| Communauté d'agglomération                                | CA Moulins Communauté                     | 200071140 | 1er janvier 2017  | 44 (dont 42 dans le 03) | 64 257 (2021)                 | 1 336,20         | 48                 | Moulins                   | Pierre-André Périssol |
| Communauté d'agglomération                                | CA Montluçon Communauté                   | 200071082 | 1er janvier 2017  | 21                      | 59 471 (2021)                 | 377,80           | 157                | Montluçon                 | Daniel Duglery        |
| Communauté de communes                                    | CC Saint-Pourçain Sioule Limagne          | 200071389 | 1er janvier 2017  | 60                      | 33 768 (2021)                 | 911,40           | 37                 | Saint-Pourçain-sur-Sioule | Véronique Pouzadoux   |
| Communauté de communes                                    | CC Commentry Montmarault Néris Communauté | 200071512 | 1er janvier 2017  | 33                      | 25 528 (2021)                 | 728,0            | 35                 | Commentry                 | Bruno Rojouan         |
| Communauté de communes                                    | CC Entr'Allier Besbre et Loire            | 200071470 | 1er janvier 2017  | 44                      | 24 374 (2021)                 | 1 089,50         | 22                 | Varennes-sur-Allier       | Roger Litaudon        |
| Communauté de communes                                    | CC du Bocage Bourbonnais                  | 200071496 | 1er janvier 2017  | 25                      | 13 680 (2021)                 | 735,70           | 19                 | Bourbon-l'Archambault     | Jean-Paul Dufregne    |
| Communauté de communes                                    | CC du Pays de Lapalisse                   | 240300491 | 20 décembre 1997  | 14                      | 8 455 (2021)                  | 334,0            | 25                 | Lapalisse                 | Jacques De Chabannes  |
| Communauté de communes                                    | CC du Pays d'Huriel                       | 240300657 | 1er décembre 2001 | 14                      | 7 355 (2021)                  | 378,50           | 19                 | Huriel                    | Michel Tabutin        |
| Communauté de communes                                    | CC du Pays de Tronçais                    | 240300558 | 30 décembre 1999  | 15                      | 7 434 (2021)                  | 495,60           | 15                 | Cérilly                   | Denis Clerget         |
| Communauté de communes                                    | CC du Val de Cher                         | 240300566 | 3 février 2000    | 7                       | 5 492 (2021)                  | 192,30           | 29                 | Audes                     | Gérard Ciofolo        |
| Intercommunalité dont le siège est situé hors département |                                           |           |                   |                         |                               |                  |                    |                           |                       |
| Communauté de communes                                    | CC Le Grand Charolais                     | 200071884 | 1er janvier 2017  | 44 (dont 3 dans le 03)  | 39 682 (2021)                 | 941,90           | 42                 | Paray-le-Monial (71)      | Fabien Genet          |

À l'exception de la communauté de communes du Bocage Bourbonnais, soumis à la fiscalité additionnelle, toutes les structures intercommunales de l'Allier appliquent la fiscalité professionnelle unique.
Par arrêté préfectoral du 8 décembre 2017, la commune de Saint-Pont a changé d'intercommunalité, passant de la communauté de communes Saint-Pourçain Sioule Limagne à la communauté d'agglomération Vichy Communauté.

## Situation en 2015
Depuis 2005, toutes les communes du département font partie d'un établissement public de coopération intercommunale (EPCI) à fiscalité propre. Trois d'entre elles (Chassenard, Coulanges et Molinet) font partie d'une communauté de communes dont le siège se situe en Saône-et-Loire, la CC Digoin Val de Loire. Enfin, deux communes des départements limitrophes du Cher (Saint-Vitte) et du Puy-de-Dôme (Virlet) dépendent d'une intercommunalité dont le siège se situe dans l'Allier.
| Code SIREN | Forme juridique et nom de l'intercommunalité    | Siège                     | Date de création | Nombre de communes | Population | Note       |
| ---------- | ----------------------------------------------- | ------------------------- | ---------------- | ------------------ | ---------- | ---------- |
| 240300426  | CA de Vichy Val d'Allier                        | Vichy                     | 30 décembre 2000 | 23                 | 76 714     |            |
| 240300608  | CA montluçonnaise                               | Montluçon                 | 20 décembre 2000 | 10                 | 59 848     |            |
| 240300616  | CA de Moulins                                   | Moulins                   | 27 novembre 2000 | 26                 | 53 703     |            |
| 240300418  | CC de la Montagne bourbonnaise                  | Le Mayet-de-Montagne      | 24 octobre 1996  | 15                 | 6 551      |            |
| 240300491  | CC du Pays de Lapalisse                         | Lapalisse                 | 20 décembre 1997 | 14                 | 8 586      |            |
| 240300533  | CC du Bassin de Gannat                          | Gannat                    | 29 décembre 1999 | 16                 | 12 793     |            |
| 240300558  | CC du Pays de Tronçais                          | Cérilly                   | 30 décembre 1999 | 16                 | 7 594      |            |
| 240300566  | CC du Val de Cher                               | Audes                     | 3 février 2000   | 10                 | 5 839      | [ Note 3 ] |
| 240300582  | CC de Commentry - Néris-les-Bains               | Commentry                 | 13 décembre 2000 | 12                 | 15 466     |            |
| 240300590  | CC de la Région de Montmarault                  | Montmarault               | 30 novembre 2000 | 21                 | 11 171     |            |
| 240300624  | CC du Pays de Marcillat-en-Combraille           | Marcillat-en-Combraille   | 30 décembre 2000 | 12                 | 4 587      | [ Note 4 ] |
| 240300640  | CC Val de Besbre - Sologne Bourbonnaise         | Dompierre-sur-Besbre      | 1er juin 2001    | 16                 | 11 376     |            |
| 240300657  | CC du Pays d'Huriel                             | Huriel                    | 27 juin 2001     | 14                 | 7 682      |            |
| 240300673  | CC Donjon - Val Libre                           | Le Donjon                 | 14 décembre 2001 | 14                 | 4 505      |            |
| 240300681  | CC Sioule, Colettes et Bouble                   | Ébreuil                   | 28 décembre 2001 | 17                 | 5 362      |            |
| 240300699  | CC en Pays Saint-Pourcinois                     | Saint-Pourçain-sur-Sioule | 5 novembre 2002  | 28                 | 16 041     |            |
| 240300707  | CC Varennes-Forterre                            | Varennes-sur-Allier       | 6 novembre 2002  | 14                 | 9 665      |            |
| 240300715  | CC Bocage sud                                   | Le Montet                 | 16 octobre 2003  | 14                 | 6 259      |            |
| 240300723  | CC du Pays de Lévis en bocage bourbonnais       | Lurcy-Lévis               | 10 décembre 2003 | 8                  | 4 073      |            |
| 240300731  | CC en Bocage Bourbonnais                        | Bourbon-l'Archambault     | 19 décembre 2003 | 11                 | 7 793      |            |
| 240300756  | CC du Pays de Chevagnes en Sologne Bourbonnaise | Chevagnes                 | 30 novembre 2004 | 8                  | 5 261      |            |

Les trois communautés d'agglomération représentent à elles seules plus de la moitié de la population départementale. Vichy Val d'Allier est la plus peuplée avec 76 714 habitants (population municipale au recensement de 2012).
Seule la communauté de communes de la Montagne bourbonnaise est en zone de montagne.

## Projets de réforme intercommunale

### Premier schéma départemental de coopération intercommunale (2011)
Au 1er janvier 2011, le département de l'Allier comptait trois communautés d'agglomération, dix-huit communautés de communes, 72 syndicats intercommunaux et 21 syndicats mixtes. À l'adoption du schéma départemental de coopération intercommunale le 19 décembre 2011, une communauté de communes devait atteindre le seuil de population de 5 000 habitants, non atteint pour trois d'entre elles (Pays de Lévis en Bocage Bourbonnais, Pays de Marcillat-en-Combraille et Le Donjon - Val Libre).
Les vingt-et-une structures sont maintenues en l'état, mais huit syndicats intercommunaux ont été dissous.

### Deuxième schéma départemental de coopération intercommunale (2015)

#### Projet présenté en octobre 2015
Au 1er janvier 2015, le département de l'Allier comptait 105 structures intercommunales après la dissolution de huit syndicats et un autre ayant subi un transfert de compétences dans la communauté de communes du Pays de Tronçais.
Dans le cadre de la loi no 2015-991 du 7 août 2015 portant nouvelle organisation territoriale de la République (dite loi NOTRe), le nombre d'intercommunalités devra être réduit. Conformément à la loi, tout EPCI à fiscalité propre devrait posséder une population minimale de 15 000 habitants.
Actuellement au nombre de 21, le premier projet prévoyait :
- de réduire le nombre d'intercommunalités à huit, par fusion de communautés de communes entre elles ou à une communauté d'agglomération. La nouvelle carte intercommunale devait être arrêtée le 31 mars 2016 et entrer en vigueur le 1er janvier 2017[15]. Ces fusions devaient être[14],[16] :
  - CA montluçonnaise + CC du Val de Cher (sauf Saint-Vitte) + CC du Pays d'Huriel + CC du Pays de Marcillat-en-Combraille (sauf Virlet) + CC du Pays de Tronçais[Note 5],
  - CA de Moulins + CC du Pays de Chevagnes en Sologne Bourbonnaise + CC du Pays de Lévis en bocage bourbonnais,
  - CA de Vichy Val d'Allier + CC de la Montagne bourbonnaise,
  - CC en Pays Saint-Pourcinois + Sioule, Colettes et Bouble + Bassin de Gannat,
  - CC de Commentry - Néris-les-Bains + Région de Montmarault,
  - CC du Pays de Lapalisse + Varennes-Forterre,
  - CC Donjon - Val Libre + Val de Besbre Sologne Bourbonnaise,
  - CC Bocage sud + en Bocage Bourbonnais[Note 6] ;
- de ne maintenir aucun EPCI sous sa forme actuelle[14].

Trois communautés de communes n'atteignent pas ce seuil minimal de 5 000 habitants : Pays de Lévis en bocage bourbonnais, Pays de Marcillat-en-Combraille et Le Donjon - Val Libre ; celles-ci doivent fusionner. De plus, la communauté de communes du Bassin de Gannat (seize communes et 12 793 habitants) doit fusionner avec un autre EPCI car « elle ne remplit pas les conditions requises pour se maintenir à titre dérogatoire », c'est-à-dire une population insuffisante.
En outre, les communes de Saint-Vitte, commune du Cher membre de la communauté de communes du Val de Cher et Virlet, commune du Puy-de-Dôme membre de la communauté de communes du Pays de Marcillat-en-Combraille, devraient rejoindre une autre communauté de communes de leur département.

#### Projet adopté en mars 2016
Le projet est adopté par l'arrêté préfectoral no 888 du 18 mars 2016. La commission départementale de coopération intercommunale a voté deux amendements :
- fusion de la communauté d'agglomération (CA) montluçonnaise avec la CC du Pays de Marcillat-en-Combraille : les communautés de communes du Pays d'Huriel, du Pays de Tronçais et du Val de Cher (Saint-Vitte ayant rejoint la CC Berry Grand Sud au 1er janvier 2016) restant en l'état ;
- la fusion entre la CA de Moulins et les CC du Pays de Chevagnes en Sologne Bourbonnaise et du Pays de Lévis en Bocage Bourbonnais s'accompagne par l'inclusion de deux communes du département voisin de la Nièvre : Dornes et Saint-Parize-en-Viry.

Le département compterait alors onze intercommunalités.
Les projets de fusions devaient être arrêtés le 15 juin 2016. Quelques modifications sont apportées dans le département :
- fusion de la communauté de communes Varennes-Forterre avec les communautés de communes du Donjon - Val Libre et Val de Besbre - Sologne Bourbonnaise ;
- maintien en l'état de la communauté de communes du Pays de Lapalisse.

| Anciennes intercommunalités                                                                                 | Nouvelle intercommunalité                 | Siège                     | Arrêté préfectoral prononçant la fusion |
| --- | ----------------------------------------- | ------------------------- | --------------------------------------- |
| CA montluçonnaise + CC du Pays de Marcillat-en-Combraille                                                   | CA Montluçon Communauté                   | Montluçon                 | 5 décembre 2016                         |
| CA de Moulins + CC du Pays de Chevagnes en Sologne Bourbonnaise + CC du Pays de Lévis en bocage bourbonnais | CA Moulins Communauté                     | Moulins                   | 5 décembre 2016                         |
| CA de Vichy Val d'Allier + CC de la Montagne bourbonnaise                                                   | CA Vichy Communauté                       | Vichy                     | 5 décembre 2016                         |
| CC en Pays Saint-Pourcinois + Sioule, Colettes et Bouble + Bassin de Gannat                                 | CC Saint-Pourçain Sioule Limagne          | Saint-Pourçain-sur-Sioule | 8 décembre 2016                         |
| CC de Commentry - Néris-les-Bains + Région de Montmarault                                                   | CC Commentry Montmarault Néris Communauté | Commentry                 | 8 décembre 2016                         |
| CC Val de Besbre - Sologne Bourbonnaise + Donjon - Val Libre + Varennes-Forterre                            | CC Entr'Allier Besbre et Loire            | Varennes-sur-Allier       | 8 décembre 2016                         |
| CC Bocage sud + en Bocage Bourbonnais                                                                       | CC du Bocage Bourbonnais                  | Bourbon-l'Archambault     | 8 décembre 2016                         |
| Maintien en l'état des CC du Val de Cher, du Pays d'Huriel, du Pays de Tronçais et du Pays de Lapalisse     |                                           |                           |                                         |